# Cichla ocellaris
Cichla ocellaris ist eine großwüchsige südamerikanische Buntbarschart, die im nördlichen Südamerika in den drei Guyanas vorkommt. Das Verbreitungsgebiet umfasst die Einzugsbereiche der Flüsse Marowijne, Suriname, Saramacca, Nickerie, Corantijn, Berbice und Essequibo. Cichla ocellaris ist die Typusart der Gattung Cichla.

## Merkmale
Cichla ocellaris erreicht eine maximale Standardlänge von 74 cm und ein Gewicht von 6,8 kg. Die Körperhöhe erwachsener Tiere liegt bei 30 bis 34 % der Standardlänge. Das Kopfprofil ist gerade aufsteigend oder leicht gebogen. Bei Männchen, die länger sind als 25 cm, kann sich im Nacken ein kleiner Höcker entwickeln. Der Grundfärbung der Fische ist olivfarben. Durch helle Schuppenzentren schimmern die Körperseiten golden. Die Iris ist rot. Die Bauchflossen, die Afterflosse und der untere Abschnitt der Schwanzflosse sind dunkelrot. Der dunkle Augenfleck im oberen Bereich des Schwanzstiels ist von einem goldenen oder silbrigen Ring umgeben.
Die Maxillare reicht bis unter die Mitte der Orbita, der Unterkiefer bis unter ihre Mitte oder ihren Hinterrand. Die Seitenlinie ist für gewöhnlich durchgehend, kann jedoch auch zweigeteilt sein. Die Brustflossen können an ihrer Basis beschuppt oder unbeschuppt sein. Der weichstrahlige Abschnitt der Rückenflosse ist abgerundet und reicht bis zur Mitte des Schwanzstiels. Bei großen Exemplaren ist sie etwas länger, reicht aber niemals bis zur Schwanzflossenbasis. Auch die Afterflosse ist abgerundet. Bei kleinen Exemplaren reicht sie bis zur Mitte des Schwanzstiels, bei großen etwas weiter, reicht aber niemals bis zur Schwanzflossenbasis. Die Schwanzflosse ist bei kleinen Exemplaren leicht eingebuchtet, bei großen spatenförmig mit einer winkligen oberen Ecke und einer abgerundeten unteren. Die Brustflossen sind bei Jungfischen kurz und abgerundet, bei älteren Fischen länger und zugespitzt. Die Bauchflossen sind abgerundet; ihr Hinterrand ist bei jungen Exemplaren gerade, bei großen Exemplaren leicht konkav. Der weichstrahlige Abschnitt der Rückenflosse ist bei Exemplaren über 15 cm Standardlänge beschuppt. Die Afterflosse steckt in einer kräftigen schweren Kammschuppenscheide, zwischen ihren Strahlen befinden sich keine Schuppen. Die Schwanzflosse ist bei Exemplaren ab einer Standardlänge von 14 cm dicht beschuppt. Unbeschuppt sind nur ihr Rand und ein schmaler Streifen zwischen den mittleren Flossenstrahlen.
Jungfische bis zu einer Standardlänge von 5 cm sind langgestreckt. Ihre Schwanzflosse ist leicht eingebuchtet. Abgesehen von den Basen von After- und Schwanzflosse sind die Flossen schuppenlos.

## Lebensweise
Cichla ocellaris kommt sowohl in langsam fließenden Gewässerabschnitten als auch in der Nähe von Stromschnellen, oft über felsigem Untergrund vor. Er ernährt sich hauptsächlich von kleinen Fischen. Die Fortpflanzung findet das ganze Jahr über statt; das Ablaichen erfolgt etwa alle 2 Monate. Besonders fortpflanzungsfreudig sind die Fische zum Anfang der Regenzeit. Die Weibchen legen pro 1 kg Eigengewicht etwa 9000 bis 15.000 Eier. Abgelaicht wird auf einem flachen Stein in flachem Wasser, der vorher von Algen oder anderer Vegetation befreit wird. Die klebrigen Eier haben einen Durchmesser von ca. 1,4 mm und bei einer Temperatur von 28 °C schlüpfen die Larven nach 78 Stunden. Sind die Larven geschlüpft, transportieren die Eltern sie im Maul zu einer vorher gegrabenen Mulde im Gewässerboden.